# Oleh Protasov
Oleh Valeriïovitch Protasov (en ukrainien : Олег Валерійович Протасов) ou Oleg Valerievitch Protasov (en russe : Олег Валерьевич Протасов) est un footballeur international soviétique, puis international ukrainien, né le 4 février 1964 à Dniepropetrovsk. Depuis 2002, il s'est reconverti dans une carrière d'entraîneur.
Il détient le record de buts marqués dans le championnat d'URSS en une seule saison, avec 35 buts, performance réalisée en 1985 avec le Dnipro Dnipropetrovsk.
Par ailleurs, avec 29 buts en 68 sélections, c'est le deuxième meilleur buteur de l'histoire de l'équipe nationale soviétique, derrière la légende Oleg Blokhine.

## Biographie

### En club
Oleh Protasov évolue en URSS, en Grèce, et au Japon. Il joue principalement en faveur du Dniepr Dniepropetrovsk, du Dynamo Kiev, de l'Olympiakos, du Gamba Osaka, et du PAE Veria.
Il dispute un total de 448 matchs en championnat, inscrivant 214 buts. Il joue 216 matchs en première division soviétique, marquant 125 buts, 175 matchs en première division grecque, pour 64 buts, et enfin 55 matchs en première division japonaise, pour 24 buts.
Il réalise sa meilleure performance dans le championnat soviétique en inscrivant la bagatelle de 35 buts lors de l'année 1985. Il marque également 18 buts dans ce championnat en 1987, et 17 buts en 1984 et 1986. Il se classe meilleur buteur du championnat à trois reprises. Il réalise sa meilleure performance dans le championnat de Grèce avec 14 buts marqués lors de la saison 1991-1992. Enfin, dans le championnat du Japon, il réalise sa meilleure performance lors de l'année 1995, avec 13 buts inscrits.
Au sein des compétitions continentales européennes, il dispute six matchs en Ligue des champions, 12 matchs en Coupe de l'UEFA (cinq buts), et enfin quatre en Coupe des coupes (un but). Il atteint les quarts de finale de la Coupe d'Europe des clubs champions en 1985 avec le Dniepr Dniepropetrovsk, en étant battu par le club français des Girondins de Bordeaux. Il est ensuite huitièmes de finaliste de la Coupe de l'UEFA en 1986 avec cette même équipe. Il se fait remarquer cette saison-là, en inscrivant deux doublés. Il atteint ensuite de nouveau les huitièmes de finale de la Coupe de l'UEFA en 1990, cette fois-ci avec le Dynamo Kiev. Enfin, avec l'Olympiakos, il atteint les quarts de finale de la Coupe des Coupes en 1993, en étant battu par l'Atlético de Madrid.

### En équipe nationale
Avec les moins de 20 ans, il participe à la Coupe du Monde des moins de 20 ans en 1983. Lors de cette compétition organisée au Mexique, il joue trois matchs, inscrivant un but contre les Pays-Bas. Toutefois, le bilan de l'URSS s'avère catastrophique avec trois défaites en autant de matchs.
Oleg Protasov reçoit 68 sélections en équipe d'URSS entre 1984 et 1991, inscrivant 29 buts. Il reçoit également une sélection en équipe d'Ukraine lors de l'année 1994.
Il joue son premier match en équipe nationale le 28 mars 1984, lors d'une rencontre amicale face à l'Allemagne de l'Ouest (défaite 2-1 à Hanovre). Il inscrit son premier but avec l'URSS le 15 mai 1984, lors d'un match amical contre la Finlande (victoire 3-1 à Kouvola). Par la suite, le 2 mai 1985, il inscrit son premier doublé en sélection, contre la Suisse. À Moscou, les soviétiques l'emportent largement 4-0.
En 1986, il est retenu par le sélectionneur Valeri Lobanovski, afin de participer à la Coupe du Monde 1986, organisée au Mexique. Pendant ce mondial, il ne joue qu'un seul match, à Irapuato face au Canada lors du premier tour et une victoire 2-0 .
Le 23 mars 1988, il est l'auteur d'un triplé face à l'équipe de Grèce. Les soviétiques s'imposent à Maroússi sur le large score de 4-0. Huit jours plus tard, il marque un doublé contre l'Argentine. À l'issue de ce match prolifique en buts joué à Berlin, l'URSS s'impose 4 à 2.
En juin 1988, il dispute la phase finale de l'Euro 1988, qui se déroule en Allemagne de l'Ouest. Durant cette compétition, il inscrit deux buts : contre l'Irlande en phase de poules, puis contre l'Italie en demi-finale. L'URSS s'incline en finale face aux Pays-Bas (0-2).
Par la suite, en 1990, il dispute une nouvelle fois la Coupe du Monde. Lors de ce mondial organisé en Italie, il inscrit un seul but en phase de poules contre le Cameroun à Bari pour une victoire 4-0, unique victoire soviétique de ce tournoi, insuffisante pour une qualification pour les 1/8 de finales .
Protasov inscrit son dernier but en équipe d'URSS le 13 novembre 1991 à Larnaca, contre Chypre, où les joueurs soviétiques s'imposent sur le score de 3-0 dans le cadre des éliminatoires de l'Euro 1992. Il s'agit d'ailleurs de sa dernière sélection en équipe d'URSS.
Le 7 septembre 1994, il reçoit sa seule et unique sélection en équipe d'Ukraine, lors d'un match contre la Lituanie, comptant pour les éliminatoires de l'Euro 1996 (défaite 0-2 à Kiev).

### Carrière d'entraîneur
Après avoir raccroché les crampons, il entraîne différents clubs en Grèce, en Roumanie, en Ukraine, en Russie, au Kazakhstan, et enfin en Biélorussie.

## Statistiques
| Saison                | Club                   | Championnat           | Championnat | Championnat | Coupe(s) nationale(s) | Coupe(s) nationale(s) | Compétition(s) continentale(s) | Compétition(s) continentale(s) | Compétition(s) continentale(s) | Total | Total |
| Saison                | Club                   | Division              | M.          | B.          | M.                    | B.                    | Comp.                          | M.                             | B.                             | M.    | B.    |
| 1982                  | Dniepr Dniepropetrovsk | D1                    | 4           | 1           | -                     | -                     | -                              | -                              | -                              | 4     | 1     |
| 1983                  | Dniepr Dniepropetrovsk | D1                    | 21          | 7           | 2                     | 0                     | -                              | -                              | -                              | 23    | 7     |
| 1984                  | Dniepr Dniepropetrovsk | D1                    | 34          | 17          | 5                     | 2                     | C1                             | 4                              | 0                              | 43    | 19    |
| 1985                  | Dniepr Dniepropetrovsk | D1                    | 33          | 35          | 2                     | 2                     | C1+C3                          | 2+6                            | 0+4                            | 43    | 41    |
| 1986                  | Dniepr Dniepropetrovsk | D1                    | 23          | 17          | 2                     | 2                     | C3                             | 2                              | 0                              | 27    | 19    |
| 1987                  | Dniepr Dniepropetrovsk | D1                    | 30          | 18          | 4                     | 3                     | -                              | -                              | -                              | 34    | 21    |
| Sous-total            | Sous-total             | Sous-total            | 145         | 95          | 15                    | 9                     | -                              | 14                             | 4                              | 174   | 108   |
| 1988                  | Dynamo Kiev            | D1                    | 29          | 11          | 3                     | 0                     | -                              | -                              | -                              | 32    | 11    |
| 1989                  | Dynamo Kiev            | D1                    | 26          | 7           | 6                     | 3                     | C3                             | 3                              | 1                              | 35    | 11    |
| 1990                  | Dynamo Kiev            | D1                    | 16          | 12          | 4                     | 2                     | -                              | -                              | -                              | 20    | 14    |
| Sous-total            | Sous-total             | Sous-total            | 71          | 30          | 13                    | 5                     | -                              | 3                              | 1                              | 87    | 36    |
| 1990-1991             | Olympiakos             | D1                    | 30          | 12          | 2                     | 1                     | -                              | -                              | -                              | 32    | 13    |
| 1991-1992             | Olympiakos             | D1                    | 22          | 14          | 6                     | 3                     | -                              | -                              | -                              | 28    | 17    |
| 1992-1993             | Olympiakos             | D1                    | 24          | 13          | 9                     | 3                     | C2                             | 4                              | 1                              | 37    | 17    |
| 1993-1994             | Olympiakos             | D1                    | 9           | 8           | 4                     | 1                     | C3                             | 1                              | 0                              | 14    | 9     |
| Sous-total            | Sous-total             | Sous-total            | 85          | 47          | 21                    | 8                     | -                              | 5                              | 1                              | 111   | 56    |
| 1994                  | Gamba Osaka            | D1                    | 27          | 11          | 4                     | 4                     | -                              | -                              | -                              | 31    | 15    |
| 1995                  | Gamba Osaka            | D1                    | 28          | 13          | -                     | -                     | -                              | -                              | -                              | 28    | 13    |
| 1996-1997             | PAE Veria              | D1                    | 30          | 4           | 4                     | 1                     | -                              | -                              | -                              | 34    | 5     |
| 1997-1998             | PAE Veria              | D1                    | 32          | 7           | 1                     | 0                     | -                              | -                              | -                              | 33    | 7     |
| 1998-1999             | AO Proodeftiki         | D1                    | 28          | 5           | -                     | -                     | -                              | -                              | -                              | 28    | 5     |
| 1999-2000             | Panelefsiniakos        | D2                    | 2           | 1           | 4                     | 0                     | -                              | -                              | -                              | 6     | 1     |
| Sous-total            | Sous-total             | Sous-total            | 147         | 41          | 13                    | 5                     | -                              | -                              | -                              | 160   | 46    |
| Total sur la carrière | Total sur la carrière  | Total sur la carrière | 448         | 213         | 62                    | 27                    | -                              | 22                             | 6                              | 532   | 246   |

## Palmarès

### Palmarès de joueur
FK Dnipro
- Champion d'Union soviétique en 1983.

 Dynamo Kiev
- Champion d'Union soviétique en 1990.
- Vainqueur de la Coupe d'Union soviétique en 1990.

 Olympiakos
- Vainqueur de la Coupe de Grèce en 1992.
- Vainqueur de la Supercoupe de Grèce en 1992.
- Finaliste de la Coupe de Grèce en 1993 avec l'Olympiakos Le Pirée

 Union soviétique
- Vice-champion d'Europe en 1988.

Distinctions individuelles
- 7e au classement du Ballon d'or en 1985.
- Footballeur soviétique de l'année en 1987[3].
- Meilleur buteur du championnat d'Union soviétique en 1985 (35 buts), 1987 (18 buts) et 1990 (12 buts).

### Palmarès d'entraîneur
Olympiakos
- Champion de Grèce en 2003.

 Steaua Bucarest
- Champion de Roumanie en 2006.
- Finaliste de la Supercoupe de Roumanie en 2005.

 Dinamo Minsk
- Finaliste de la Coupe de Biélorussie en 2013.